# اکتور سوکورو
اکتور سوکورو (اسپانیایی: Héctor Socorro‎; ۲۶ ژوئن ۱۹۱۲ – ۱۹۸۰) بازیکن فوتبال اهل کوبا بود.
وی همچنین در تیم ملی فوتبال کوبا بازی کرده‌است.